# Lioubetch
Lioubetch (en ukrainien et en russe : Любеч) est une commune urbaine de l'oblast de Tchernihiv, en Ukraine. Sa population s'élevait à 1 939 habitants en 2021.
Au haut Moyen Âge, c'était une ville importante de la principauté de Tchernigov. C'est une des localités les plus anciennes des bords du Dniepr. 

## Géographie
Lioubetch se trouve à proximité de la rive gauche du Dniepr, qui sépare l'Ukraine de la Biélorussie. Elle est située à 49 km au nord-ouest de Tchernihiv, à 86 km au sud de Gomel (Biélorussie) et à 140 km au nord de Kiev.

## Histoire
Lioubetch est mentionnée dans la Chronique des temps passés, lorsque Oleg le Sage s'empare de la bourgade, en 882, en se dirigeant vers Kiev. Constantin VII Porphyrogénète la mentionne sous le nom de Teliotza. Maloucha, économe d'Olga de Kiev, est originaire de la ville. Lorsque Vladimir de Kiev combat contre son frère Iaropolk, il est obligé de fuir chez les Varègues, mais il revient en 980 à Lioubetch pour défaire la drougine de son frère.
Iaroslav le Sage tue son propre frère Sviatopolk en 1015 à Lioubetch.
L'anachorète Antoine de Kiev (983-1073), né à Lioubetch, fonde en 1051 la laure des Grottes de Kiev, après avoir longtemps vécu au mont Athos. C'est encore à Lioubetch que se tient en 1097 le congrès des princes ruthènes qui adoptent de nouvelles règles de succession. Un monument sculpté par Guennadi Erchov en 1997 en garde la mémoire.
Rostislav Ier incendie la ville en 1147 qui est ravagée dix ans plus tard par les Coumans. Sviatoslav Olgovitch, prince de Tchernigov de 1157 à 1164, la reconstruit. La ville tombe en décadence, après que Batu se fut emparé de la Russie du sud en 1239-1240.
Lioubetch fait partie du grand-duché de Lituanie à la fin du XIVe siècle et devient ensuite une bourgade de garnison. En 1648, une sotnia de cosaques du régiment de Tchernigov s'y installe. Elle souffre de la guerre entre Russes et Polonais. Bogdan Khmelnitski en fait une terre cosaque. Après 1708, elle fait partie des domaines de Paul Poloubotkov et plus tard de la famille Miloradovitch, dont les membres furent maréchaux de la noblesse de l'assemblée de la noblesse du gouvernement de Tchernigov.

## Population
Recensements (*) ou estimations de la population :
| 1959* | 1970* | 1979* | 1989* | 2001* |
| ----- | ----- | ----- | ----- | ----- |
| 3 922 | 3 407 | 4 089 | 3 771 | 2 648 |

| 2010  | 2011  | 2012  | 2013  | 2014  |
| ----- | ----- | ----- | ----- | ----- |
| 2 264 | 2 228 | 2 200 | 2 175 | 2 146 |

| 2021  | - | - | - | - |
| ----- | - | - | - | - |
| 1 939 | - | - | - | - |

## Source
- (ru) Cet article est partiellement ou en totalité issu de l’article de Wikipédia en russe intitulé « Любеч » (voir la liste des auteurs).